# Will Theakston
WIlliam Theakston (4 ottobre 1984) è un attore inglese.
È apparso nel primo film della saga Harry Potter, Harry Potter e la pietra filosofale. Ha interpretato il ruolo di Terence Higgs, il cercatore della squadra di Quidditch di Serpeverde. Ha frequentato la Latymer Upper School.
È apparso anche in due serie televisive per bambini: The Ghost Hunter e Sir Gadabout: The Worst Knight in the Land. In The Ghost Hunter  ha interpretato il ruolo di Roddy, uno dei personaggi principali. In Sir Gadabout: The Worst Knight in the Land ha interpretato il ruolo di Will, un personaggio secondario, amico della principessa nella serie. Questo programma era vagamente basato sulla storia di Re Artù.